# إيفا ناديه غونزاليس
إيفا ناديه غونزاليس (بالإسبانية: Eva Nadia González) (2 سبتمبر 1987 ببوينس آيرس في الأرجنتين - ) هي لاعبة كرة قدم أرجنتينية في مركز قلب الدفاع، شاركت في الألعاب الأولمبية الصيفية 2008. وشاركت مع منتخب الأرجنتين لكرة القدم للسيدات. أما مع النوادي، فقد لعبت مع Boca Juniors (women) ‏.

## وصلات خارجية
- إيفا ناديه غونزاليس على موقع الاتحاد الدولي (مؤرشف)  (الإنجليزية)
- إيفا ناديه غونزاليس على موقع قاعدة بيانات كرة القدم.إي يو (الإنجليزية)
- إيفا ناديه غونزاليس على موقع Soccerway.com (الإنجليزية)
- إيفا ناديه غونزاليس على موقع عالم كرة القدم.نت (الإنجليزية)
- إيفا ناديه غونزاليس على موقع اللجنة الأولمبية الدولية (الإنجليزية)
- إيفا ناديه غونزاليس على موقع أوليمبيديا (الإنجليزية)